# 馬洛沃茨鄉
44°42′N 22°44′E / 44.700°N 22.733°E
馬洛沃茨鄉（羅馬尼亞語：Comuna Malovăț, Mehedinți），是羅馬尼亞的鄉份，位於該國西南部，由梅赫丁茨縣負責管轄，面積110平方公里，海拔高度148米，2007年人口2,882，人口密度每平方公里26人。